# Зуби (Ахалхибула)
Зуби (груз. ზუბი) — село в Хобском муниципалитете в краю Самегрело-Верхняя Сванетия, Грузия. Расположено на правом берегу реки Хоби, на высоте 70 метров над уровнем моря, в 22 км от города Хоби.
Население 640 человек (2014).